# Vicia popovii
Vicia popovii är en ärtväxtart som beskrevs av O.D.Nikif.. Vicia popovii ingår i släktet vickrar, och familjen ärtväxter. Inga underarter finns listade i Catalogue of Life.